# Lijmfilm
Een lijmfilm is dunne laag lijmlaag in de vorm van een dragerlaag (film).
Afhankelijk van de soort lijm en de toepassing wordt er een geïmpregneerde dragerlaag toegepast. De dragerlaag van de lijmfilm bestaat meestal uit een weefsel van glas- of nylonvezels.
De lijm bestaat meestal uit een polymeer dat vloeibaar wordt bij verwarming en na afkoeling weer terugkeert naar de vaste toestand (thermoplast), of bestaat uit een polymeer die bij hogere temperatuur uithard (thermoharder). In principe kan elke  lijmsoort als lijmfilm worden toegepast.
Lijmfilms hebben meestal aan weerszijden een beschermende folie. Na het in vorm snijden, knippen of stansen wordt aan één zijde de beschermende folie verwijderd, waarna de lijmfilm op het werkstuk wordt gelegd. Vervolgens wordt van de andere zijde de beschermfolie verwijderd. Hierna wordt het te verlijmden tegendeel op de lijmfilm geplaatst. Afhankelijk van de soort lijm wordt het lijmvlak afgekoeld, verwarmd en/of op elkaar gedrukt (vacuüm zak).

## Voordelen
- Gelijkmatige dikte. Doordat bij het maken van de lijmfilm de dikte binnen kleine toleranties kan worden gehouden is de lijmdikte van de lijmfilm goed reproduceerbaar.
- Geen mengverhouding fouten. Doordat de menging van de lijm industrieel, bij het maken van de lijmfilm plaatsvindt, worden mengfouten bij het toepassen van de lijmverbinding voorkomen.
- Geen morsen. Omdat de lijm als film in op juiste maat en in de juiste dikte  wordt toegepast wordt voorkomen dat de lijm uit de verbinding wordt geperst.

## Nadelen
- Niet vullend. Een lijmfilm is niet geschikt voor onregelmatige oppervlakten. De film kan niet in de holten van een onregelmatig oppervlakte komen.
- Moet aangedrukt worden. Om een goede lijmverbinding te verkrijgen (goede bevochtigen) dienen de te verlijmen delen met voldoende kracht op elkaar gedrukt te worden.

## Toepassingen
- Sandwich constructies
- Vliegtuigbouw
- Seriewerk
- Kleine oppervlakken